# Liste deutscher Stadtgründungen/21. Jahrhundert
Die Liste deutscher Stadtgründungen im 21. Jahrhundert enthält Orte, denen im 21. Jahrhundert der Titel Stadt verliehen wurde.
- 2001 Rösrath (Rheinisch-Bergischer Kreis), Verleihung der Stadtrechte
- 2002 Erbach (Donau) (Alb-Donau-Kreis), Verleihung der Stadtrechte
- 2003 Burgwedel (Region Hannover), Verleihung der Stadtrechte
- 2003 Großschirma (Landkreis Mittelsachsen), zuvor Gemeinde, übernahm das Stadtrecht der eingemeindeten Stadt Siebenlehn
- 2003 Saalburg-Ebersdorf (Saale-Orla-Kreis), übernimmt das Stadtrecht der Stadt Saalburg
- 2003 Schloß Holte-Stukenbrock (Kreis Gütersloh), Verleihung der Stadtrechte
- 2003 Fehmarn, Zusammenschluss der Stadt Burg und den Gemeinden Bannesdorf, Landkirchen und Westfehmarn, Stadtrechte von Burg übernommen
- 2004 Kirchen (Sieg) (Landkreis Altenkirchen (Westerwald)), Verleihung der Stadtrechte
- 2004 Remseck am Neckar (Landkreis Ludwigsburg), Verleihung der Stadtrechte
- 2005 Schortens (Landkreis Friesland), Verleihung der Stadtrechte[1]
- 2005 Tornesch (Kreis Pinneberg), Verleihung der Stadtrechte
- 2005 Bad Krozingen (Landkreis Breisgau-Hochschwarzwald), Verleihung der Stadtrechte
- 2006 Wiesmoor (Landkreis Aurich), Verleihung der Stadtrechte
- 2006 Hagenbach (Landkreis Germersheim), Verleihung der Stadtrechte
- 2006 Nieder-Olm (Landkreis Mainz-Bingen), Verleihung der Stadtrechte
- 2007 Florstadt (Wetteraukreis), erneute Verleihung der Stadtrechte (erstmals 1365)
- 2007 Dessau-Roßlau,  Zusammenschluss der kreisfreien Stadt Dessau und der Stadt Roßlau zu einer neuen kreisfreien Stadt
- 2007 Neu-Anspach (Hochtaunuskreis), Verleihung der Stadtrechte, zuvor Gemeinde
- 2007 Riedstadt (Kreis Groß-Gerau), Verleihung der Stadtrechte
- 2007 Stadtbergen (Landkreis Augsburg), Verleihung der Stadtrechte, zuvor Markt
- 2008 Schwentinental (Kreis Plön), Neugründung nach Zusammenschluss zweier Gemeinden
- 2008 Rutesheim (Landkreis Böblingen), Verleihung der Stadtrechte
- 2009 Sandersdorf-Brehna (Landkreis Anhalt-Bitterfeld), Zusammenschluss der Stadt Brehna und den Gemeinden Glebitzsch, Petersroda, Roitzsch und Sandersdorf, Stadtrechte von Brehna übernommen
- 2009 Ulmen (Landkreis Cochem-Zell), erneute Verleihung der Stadtrechte
- 2009 Rheinböllen (Rhein-Hunsrück-Kreis), Verleihung der Stadtrechte
- 2009 Wörrstadt (Landkreis Alzey-Worms), Verleihung der Stadtrechte
- 2010 Oberharz am Brocken (Landkreis Harz), Zusammenschluss der Stadt Elbingerode mit sechs weiteren Gemeinden
- 2010 Verl (Kreis Gütersloh), Verleihung der Stadtrechte
- 2010 Raguhn-Jeßnitz (Landkreis Anhalt-Bitterfeld), Verleihung der Stadtrechte nach dem freiwilligen Zusammenschluss von acht bis dahin selbständigen Gemeinden
- 2010 Südliches Anhalt (Landkreis Anhalt-Bitterfeld), Verleihung der Stadtrechte nach dem freiwilligen Zusammenschluss von 18 bis dahin selbständigen Gemeinden
- 2010 Emmelshausen (Rhein-Hunsrück-Kreis), Verleihung der Stadtrechte
- 2011 Elsdorf (Rhein-Erft-Kreis), Verleihung der Stadtrechte
- 2011 Olching (Landkreis Fürstenfeldbruck), Verleihung der Stadtrechte
- 2011 Oranienbaum-Wörlitz (Landkreis Wittenberg), Zusammenschluss der Städte Oranienbaum und Wörlitz
- 2011 Puchheim (Landkreis Fürstenfeldbruck), Verleihung der Stadtrechte
- 2011 Speicher (Eifelkreis Bitburg-Prüm), Verleihung der Stadtrechte
- 2011 Auma-Weidatal (Landkreis Greiz), übernimmt das Stadtrecht der Stadt Auma
- 2011 Brotterode-Trusetal (Landkreis Schmalkalden-Meiningen), übernimmt das Stadtrecht der Stadt Brotterode
- 2012 Erlensee (Main-Kinzig-Kreis), Verleihung der Stadtrechte
- 2012 Velen (Kreis Borken), Verleihung der Stadtrechte
- 2013 Belgern-Schildau (Landkreis Nordsachsen), übernimmt das Stadtrecht der beiden Städte Belgern und Schildau
- 2013 Lauter-Bernsbach (Erzgebirgskreis), übernimmt das Stadtrecht der Stadt Lauter/Sa.
- 2013 Ginsheim-Gustavsburg (Kreis Groß-Gerau), Verleihung der Stadtrechte
- 2013 Wildau (Landkreis Dahme-Spreewald), Verleihung der Stadtrechte
- 2013 Nierstein (Landkreis Mainz-Bingen), Verleihung der Stadtrechte
- 2014 Blaustein (Alb-Donau-Kreis), Verleihung der Stadtrechte
- 2014 Pockau-Lengefeld (Erzgebirgskreis), übernimmt das Stadtrecht der Stadt Lengefeld
- 2015 Geestland (Landkreis Cuxhaven), übernimmt das Stadtrecht der Stadt Langen
- 2017 Werlte (Landkreis Emsland), Verleihung der Stadtrechte
- 2017 Daaden (Landkreis Altenkirchen (Westerwald)), Verleihung der Stadtrechte
- 2018 Oberzent (Odenwaldkreis), übernimmt das Stadtrecht der Stadt Beerfelden
- 2019 An der Schmücke (Kyffhäuserkreis), übernimmt das Stadtrecht der Stadt Heldrungen
- 2019 Aue-Bad Schlema (Erzgebirgskreis), übernimmt das Stadtrecht der Stadt Aue
- 2019 Heldburg (Landkreis Hildburghausen), übernimmt das Stadtrecht der Stadt Bad Colberg-Heldburg
- 2019 Jüchen (Rhein-Kreis Neuss), Verleihung der Stadtrechte
- 2019 Roßleben-Wiehe (Kyffhäuserkreis), übernimmt das Stadtrecht der beiden Städte Roßleben und Wiehe
- 2019 Schwarzatal (Landkreis Saalfeld-Rudolstadt), übernimmt das Stadtrecht der Stadt Oberweißbach/Thüringer Wald
- 2019 Werra-Suhl-Tal (Wartburgkreis), übernimmt das Stadtrecht der Stadt Berka/Werra
- 2019 Nottertal-Heilinger Höhen (Unstrut-Hainich-Kreis), übernimmt das Stadtrecht der Stadt Schlotheim
- 2019 Amt Creuzburg (Wartburgkreis), übernimmt das Stadtrecht der Stadt Creuzburg
- 2020 Leingarten (Landkreis Heilbronn), Verleihung der Stadtrechte
- 2020 Waldmohr (Landkreis Kusel), Verleihung der Stadtrechte
- 2022 Tamm (Landkreis Ludwigsburg), Verleihung der Stadtrechte
- 2023 Oberderdingen (Landkreis Karlsruhe), Verleihung der Stadtrechte
- 2024 Berga-Wünschendorf (Landkreis Greiz), übernimmt das Stadtrecht der Stadt Berga/Elster
- 2025 Haar (Landkreis München), Verleihung der Stadtrechte